# Belfast Port
Belfast Port (engelska: Belfast Ferry Port) är en hamn i Storbritannien. Den ligger i den västra delen av landet, 500 km nordväst om huvudstaden London. Belfast Port ligger 4 meter över havet.Runt Belfast Port är det tätbefolkat, med 659 invånare per kvadratkilometer. Närmaste större samhälle är Belfast, 4,2 km sydväst om Belfast Port. Runt Belfast Port är det i huvudsak tätbebyggt.